# Ártatlanok (televíziós sorozat)
Az Ártatlanok (eredeti cím: Masumlar Apartmanı) 2020 és 2022 között vetített török drámasorozat, amit Çağrı Vila Lostuvalı, Ender Mıhlar és Çiğdem Bozali rendezett. Gülseren Budayıcıoğlu 2004-es Madalyonun ün İçi  című könyvének Çöp Apartman című része alapján készült a sorozat. A főbb szerepekben Ezgi Mola, Birkan Sokullu, Merve Dizdar és Aslıhan Gürbüz látható.
Törökországban 2020. szeptember 15-től 2022. március 25.-ig sugározta az TRT1, Magyarországon az első évadot először a Super TV2 majd az Izaura TV sugározta  2022. március 28-a és 2022. november 29.-e között. 

## Cselekmény
Han, egy fiatal, jóképű és karizmatikus üzletember, aki azonban tele van fájdalmas emlékekkel. Esat, a legjobb barátja szemrehányást tesz neki, amiért nincs barátnője, de őt nem érdekli. Az Egyesült Államokból való visszatérése óta Han megfogadta, hogy teljes egészében beteg apjára, Hikmetre  és három nővére, Safiyere, Gülbenre és Nerimanra szenteli az idejét, akik egy családi tragédia miatt különböző traumáktól szenvednek, ami megakadályozza őket abban, hogy normális életet éljenek. Han elszigeteli magát minden társadalmi tevékenységtől és a szerelemtől. Egészen addig, amíg nem találkozik İncivel.
İncit viszont elhagyta az édesanyja, ami függőségi helyzetet teremtett alkoholista barátjával, és amikor a lány elhatározza, hogy elhagyja, a férfi meglepi egy születésnapi ünnepséggel és házassági ajánlattal, ami miatt a lány menekülni kényszerül. A fiatal nő zavartan összeütközik Hannal, akit azonnal kórházba visz. De mivel a férfinak nincs senkije, aki elkísérné, a lány felajánlja, hogy vigyáz rá, és ezzel kezdetét veszi szerelmük története.
İnci és Han a legváratlanabb helyzetbe kerülnek, és azonnal megszületik az egymás iránti szerelmük, de ez tele lesz akadályokkal.

## Szereplők
| Színész               | Szereplő               | Magyar hang     |
| --------------------- | ---------------------- | --------------- |
| Ezgi Mola             | Safiye Derenoğlu       | Huszárik Kata   |
| Birkan Sokullu        | Han Derenoğlu          | Dányi Krisztián |
| Merve Dizdar          | Gülben Derenoğlu       | Laudon Andrea   |
| Melisa Şenolsun       | Rüya                   |                 |
| Aslıhan Gürbüz        | Ceylan Ongun           |                 |
| Farah Zeynep Abdullah | İnci Özdemir/Derenoğlu | Csifó Dorina    |

## Évados áttekintés
| Évad | Évad | Epizódok | Epizódok | Eredeti sugárzás     | Eredeti sugárzás  | Eredeti sugárzás | Magyar sugárzás   | Magyar sugárzás    | Magyar sugárzás |
| Évad | Évad | Török    | Magyar   | Évadbemutató         | Évadzáró          | Eredeti adó      | Évadbemutató      | Évadzáró           | Magyar adó      |
| ---- | ---- | -------- | -------- | -------------------- | ----------------- | ---------------- | ----------------- | ------------------ | --------------- |
|      | 1.   | 37       | 129      | 2020. szeptember 15. | 2021. június 8.   |                  | 2022. március 28. | 2022. november 29. |                 |
|      | 2.   | 23       | TBA      | 2021. szeptember 14. | 2022. március 25. | N/A              | N/A               | N/A                |                 |